# René Furth
 (mai 2020).
René Furth, de son vrai nom René Fugler, né le 27 mai 1934 à Sierentz (Haut-Rhin), est un journaliste et militant communiste libertaire puis anarchiste non-violent.

## Biographie
C’est en 1950, à la lecture du Libertaire, qu'il prend contact avec le mouvement libertaire tant français qu’espagnol.
En 1953, engagé dans le syndicalisme étudiant, il crée  un Cercle de culture libertaire. Parallèlement il s’investit dans le mouvement des auberges de jeunesse à Mulhouse et à Strasbourg.
Jusqu’en 1969 il est journaliste à Strasbourg (Bas-Rhin).
De 1969 à 1996, il est responsable de l’information et des relations publiques au Théâtre national de Strasbourg.
De 1952 à 1955, il est membre de la Fédération anarchiste devenue Fédération communiste libertaire
De 1955 à 1967, il adhère à nouveau à la Fédération anarchiste reconstituée autour de Maurice Joyeux.
Fin 1969, avec la section locale de la Solidarité internationale antifasciste (SIA) et avec quelques groupes dont la FA, il participe à la création de la Librairie Bazar Coopérative qui sert de point de ralliement, entre autres, aux anarchistes de la région À la librairie est associée une crèche autogérée et le journal Ussm’Volik (« Issu du peuple »).
Il collabore ensuite à plusieurs publications libertaires dont la revue internationale Interrogations (Paris-Turin, 1974-1979) publiée par Louis Mercier-Vega. Depuis l’année 2000, il est membre du collectif de rédaction de la revue de recherches et d’expressions anarchistes Réfractions.
Il est le père de la romancière et scénariste Élise Fugler.

## Œuvres
- Formes et tendances de l’anarchisme, Éditions du Monde Libertaire, 1967, rééd. en 2007, texte intégral en pdf,  (ISBN 2-903013-97-7)[4].
- La question anarchiste, Anarchisme et non-violence, no 31, décembre 1972, texte intégral.
- Formas y tendencias del anarquismo, Madrid, Campo Abierto Ediciones, 1977, texte intégral.